# 藤村和夫
藤村 和夫（ふじむら かずお、1930年 - 2011年）は、日本の蕎麦職人。有楽町更科（1902年創業、1994年閉店）の4代目店主を務め、蕎麦に関する書籍を多数上梓している。山本おさむの漫画『そばもん ニッポン蕎麦行脚』では監修を務め、没後も「名誉監修」としてクレジットされ続けた。

## 経歴
1930年、有楽町更科店主・布屋源三郎の長男として誕生する。
立教大学文学部英文科を卒業後、祖父 昇太郎の薫陶を受け、1959年に「有楽町更科」4代目店主となる。
1985年に直腸癌を患い、直腸の摘出手術を受ける。手術は成功するが、これを機に家業からは引退。有楽町更科は姉に任せ、夫婦で箱根の山中に引っ越す。
箱根で暮らすようになってから、精力的に蕎麦についての本を執筆する。これは、若いころから蕎麦業界の会合に祖父 昇太郎の代理として出席していたことで増えた知己から「自然と身に付いた雑学である」と語り、「先達から秘伝として教え込まれた技術や知恵を遺言状のつもりで書き記しているつもり」だと、インタビューにて答えている。
2010年に日本蕎麦協会主催で開催された「第1回日本そばサミット」において、「第一回 日本そば文化大賞」を受賞した。
2011年、死去。享年81歳。
軽妙な語り口と文体には定評があり、蕎麦職人のご意見番として麺業界に貢献した。
2011年2月に開催された「第8回江戸ソバリエ認定講座」から最優秀脳学レポート最優秀賞が「藤村和夫賞」と称されるようになった。

### 死去
死去当時に具体的なニュースなどはなく、『そばもん ニッポン蕎麦行脚』の単行本で触れられているにとどまっている。
初報は同書 第7集（2011年10月28日発売）の作者あとがきで「本巻の「さらしなそば」を執筆中、藤村先生が亡くなられた。」とある。このことから2010年から2011年の事であることが推測される。
連載終盤の同書 第19集（2016年2月29日発売）でも「藤村先生がいてくれたもんなあ…〈略〉しかし第7巻を描いてる途中に先生は亡くなられた」と改めて死去に触れている。

## 書籍
単著
- 『そば屋の旦那衆むかし語り』（ハート出版、1987年、ISBN 4-9385-6409-2）
- 『だしの本』（ハート出版、1988年、ISBN 4-9385-6410-6）
- 『手づくりの蕎麦・うどん : 奥義を伝授する!』（雄鶏社、1990年、ISBN 4-2778-1207-4）
- 『蕎麦つゆ江戸の味』（ハート出版、1992年、ISBN 4-9385-6498-X）
- 『麺類杜氏職必携 : そばしょくにんのこころえ』（ハート出版、1997年、ISBN 978-4-8929-5093-3）
  - 『麺類杜氏職必携 : そばしょくにんのこころえ』（復刻版）（ハート出版、2012年3月、ISBN 978-4-8929-5902-8）

- 『図解・旨い!手打ちそばに挑戦』（ハート出版、2000年、ISBN 4-8929-5162-5）
- 『そば屋の旦那衆むかし語り』（改訂版）（ハート出版、2000年、ISBN 4-89295-151-X）
- 『蕎麦屋のしきたり』（日本放送出版協会、2001年、ISBN 4-1408-8001-5）
- 『蕎麦なぜなぜ草紙』（ハート出版、2002年、ISBN 4-8929-5491-8）
- 『うどんの秘密 : ホンモノ・ニセモノの見分け方』（PHP研究所、2006年4月、ISBN 4-5696-5219-0）
- 『江戸蕎麦通への道』（日本放送出版協会、2009年6月、ISBN 978-4-1408-8294-8）

共著
- 『さらしなの暖簾に伝わる変わり蕎麦』金子栄一、石森英三郎（家の光協会、2007年1月、ISBN 4-2595-6170-7）

監修
- 『江戸ソバリエ―蕎麦を極めるソバのソムリエオフィシャル・ハンドブック』吉田悦子（マキノ出版、2004年、ISBN 978-4-8376-7024-7）
- 『江戸ソバリエ四百人が通っている、至福の蕎麦屋』江戸ソバリエグループ（ブックマン社、2005年、ISBN 978-4-8930-8586-3）
- 『そばもん ニッポン蕎麦行脚』山本おさむ（小学館、2008年 - 2016年、全20巻）

監修の他、作中人物としても何度か登場している。